# Вага вагонна

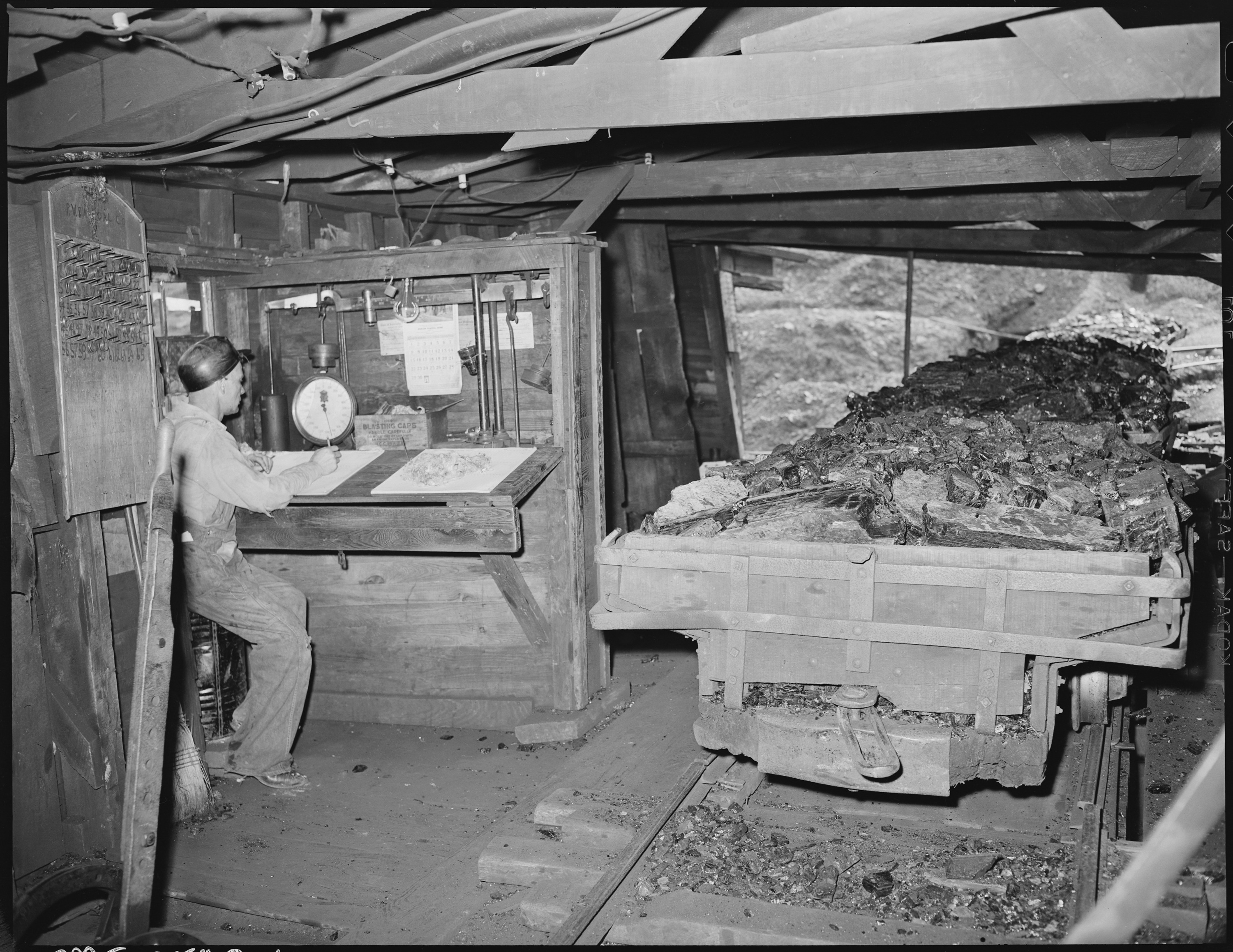
Вагонні ваги на вугільній копальні у штаті Кентукі, США. ХХ ст.

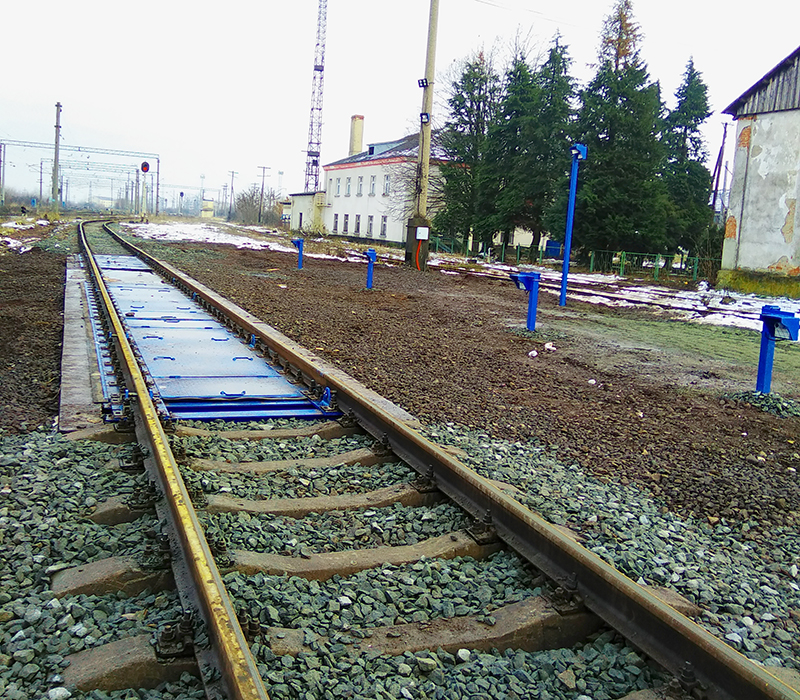
Автоматизовані вагонні ваги

Вагонна вага — пристрій для зважування залізничних вагонів різної довжини і вантажопідйомності. Вагонні ваги можуть бути різних типів. Це можуть бути механічні вагонні ваги та електронні тензометричні вагонні ваги.  Найбільш часто застосовується здвоєна вагонна вага, що складається з двох встановлених поруч платформ. В механічних вагах підплатформні підйомні механізми приєднані до одного загального коромисла, в електронних – тензометричні датчики підїєднані до одного вагового приладу.

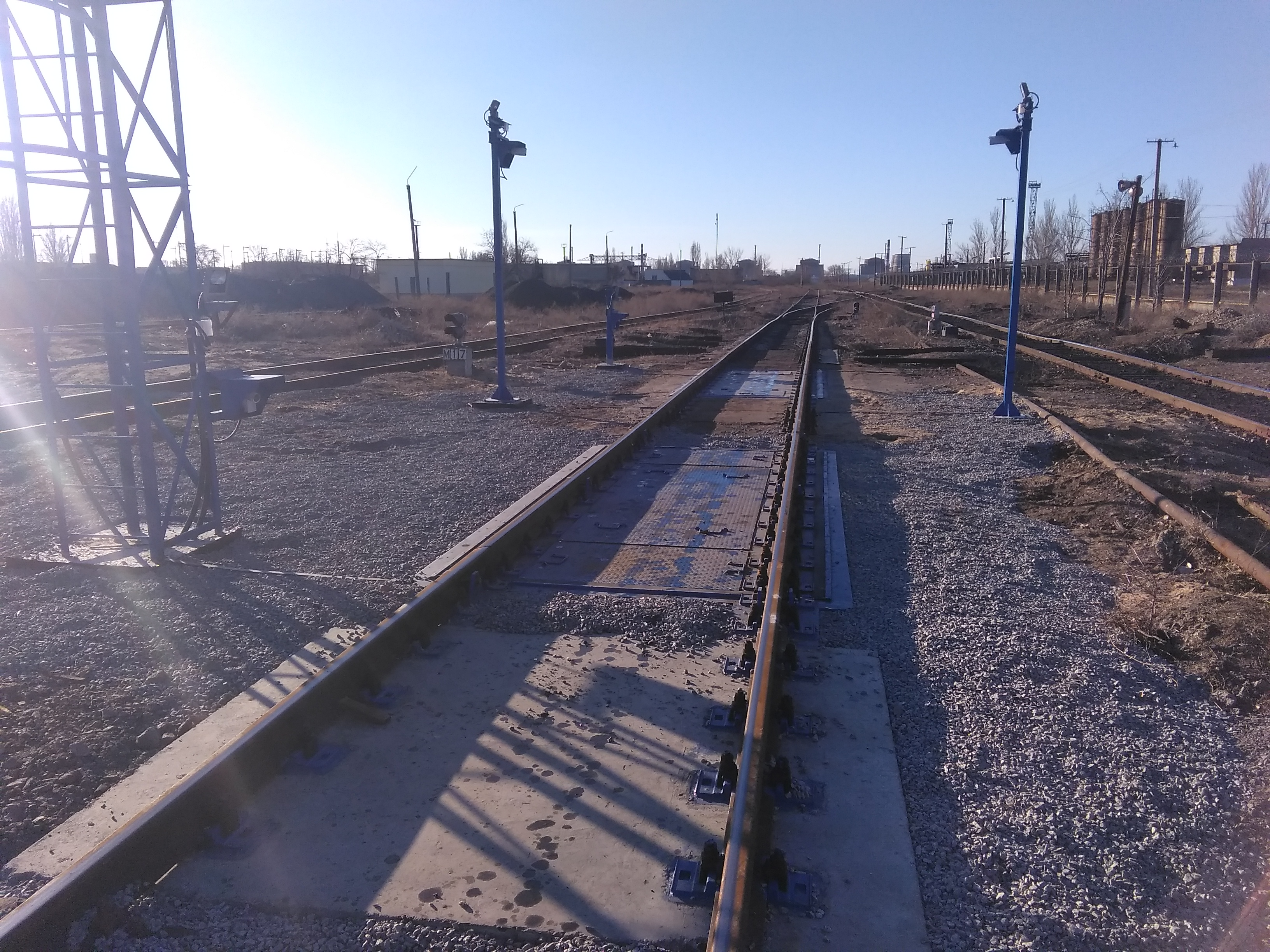
Вагонні ваги з камерами відеоспостереження та камерами розпізнавання номеру вагона

Зважування сипкої маси (наприклад, корисних копалин), що перебуває у залізничних вагонах, вагонетках, здійснюється на вагонній вазі, яка передбачає зважування вагонів як із зупинкою, так і на ходу без їхнього розчеплення.

## Механічні вагонні ваги
Вагонна циферблатна вага РС-150Ц13В призначена для зважування вагонів із зупинкою. Вага типу РС-150Ц13В складається з платформи, вагового механізму і циферблатного покажчика. При зважуванні вагону зусилля від платформи передаються через ваговий і проміжний механізми на циферблатний покажчик, положення стрілки якого відповідає масі зваженого вантажу.
Вагонна циферблатна вага 675П200 призначена для зважування вагонів із зупинкою і реєстрацією результатів зважування. Складається з двох платформ. Зважування виконується або на обох платформах одночасно, або на одній (великій). Прилад цифрової документальної реєстрації являє собою підсумовуючу десятиклавішну машину, яка автоматично друкує на паперовій стрічці результати зважування, дату, номер вагона та ін. Управління вагами — напівавтоматичне (за командою оператора) або ручне.

## Електронні вагонні ваги
Тензометричні електронні вагонні ваги використовуються для контролю маси вагонів, потягів, для цистерн як в статиці, динаміці, так і в статико-динаміці, а також для рівномірного завантаження вагона по конусах.

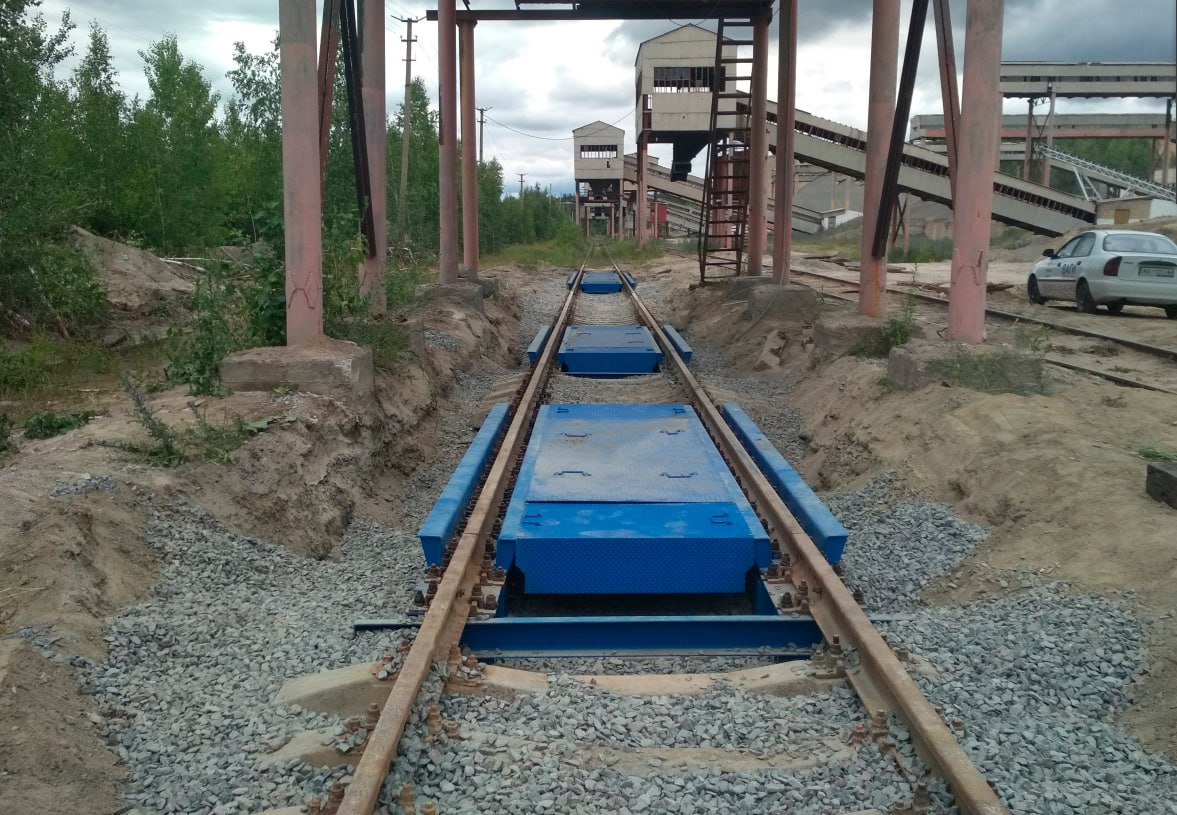
Вагонні ваги на 3 платформи

Тензометричні вагонні ваги поділяються за типом зважування. Це можуть бути вагонні ваги статичного зважування, динамічного зважування та статико-динамічного зважування. Електронні залізничні ваги можуть бути розраховані на різну вагу вагонів, що зважуються. Найбільш популярні НГЗ (найбільша границя зважування) для електронних вагонних ваг – 100 т, 150 т, 200 т та 250 т.
Кількість платформ у залізничних вагах залежить від типу зважування та від парку вагонів, що підлягатимуть зважуванню. Для динамічного зважування використовуються одноплатформні ваги. Для статичного зважування – двох чи трьохплатформні ваги, або ваги з однією, але дуже довгою платформою.
Точність динамічних вагонних ваг залежить в першу чергу від стану під’їзних шляхів і визначається у ході первинних досліджень при здачі ваг в експлуатацію. Зазвичай похибка вагонних ваг в динаміці може складати 0,5%, 1%, 2%.

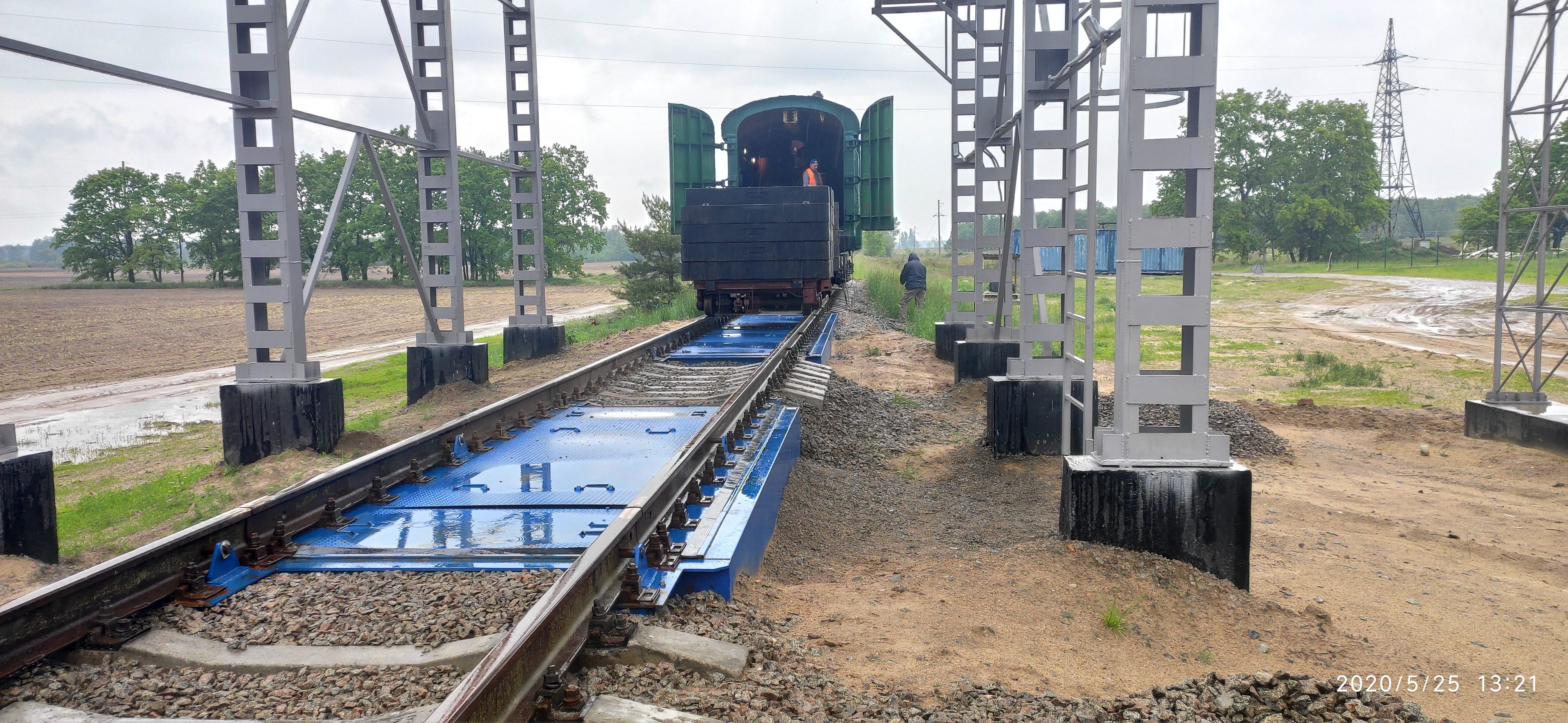
Залізничні ваги, що складаються з двох вагоприймальних платформ

Для статичних вагонних ваг точність залежить від класу датчиків, що використовуються у їхній конструкції. Наприклад, для залізничних ваг на тензометричних датчиках класу точності С3 похибка складатиме 0,1%, а на датчиках С5 – усього 0,05%. Звичайно, що для зважування вагонів з продукцією, що коштує дорого, краще обирати більш точні вагонні ваги.
Якщо на вагах зважуються завжди вагони одного типу, то зазвичай встановлюють двохплатформні ваги, таким чином візки вагону завжди стоятимуть в одній і тій самій позиції. Якщо ж прогнозується зважування вагонів різного типу, то зазвичай використовуються трьохплатформні ваги, що дозволяє підібрати варіанти розміщення вагонів таким чином, щоб усі візки вагону було розміщено на платформах. Якщо ж навіть для такого універсального пристрою з’явиться вагон, що не вдається розмістити на платформах, в пригоді стане функція повізочного зважування. За допомогою її на одній платформі ваг послідовно зважується кожна вісь вагона окремо, а потім прилад видає загальну вагу.

## Сучасні електронні залізничні ваги
Однією з вимог до сучасних вагонних ваг є можливість контролю рівномірності заповнення вагону та сигналізація про перевантаження або нерівномірне навантаження. Ця вимога з’явилася через те, що до вагонів, що прямуватимуть залізничними шляхами загального користування висуваються умови, яким вони мають відповідати. А перевантажені чи нерівномірно навантажені вагони становлять загрозу для усіх учасників залізничного руху.
Окрім цього, для пришвидшення процесу зважування на підприємстві та контролю ваги відвантаженої продукції існують різні сучасні доробки. Під’єднавши ваги до програмного забезпечення, можна відкривається додаткова низка можливостей. Наприклад, для отримання маси нетто не обов’язково зважувати вагон двічі: до та після розвантажування. Маса тари може бути отримана програмою для розрахунку різними методами:
1.     Заповнити в довіднику програми значення тари вагону
2.     Використовувати тару з брусу (вага тари, що вказана на вагоні) вручну
3.     Використовувати дані про тару з брусу з бази даних Укрзалізниці автоматично по номеру вагона.
Таким же чином виникає можливість і контролювати перевантаження. Дані про вантажопідйомність вагону є в базі даних. І при її перевищенні оператор ваг отримує повідомлення просто з інтерфейсу програми